# Antigua (voilier)
Pour les articles homonymes, voir Antigua.
L'Antigua est un trois-mâts goélette néerlandais à coque acier lancé en 1956.

## Caractéristiques
D'une longueur totale de 49 m, pour un maitre-bau de 7,3 m, l'Antigua dispose d'un tirant-d'eau de 3,05 m.
Pour se déplacer le navire possède d'un moteur auxiliaire diesel Volvo de 500 chevaux et un gréement de 12 voiles totalisant 750 m2. La vitesse de croisière au moteur est de 8 nœuds et de 10 nœud sous voile.
Il possède 16 cabines pour 32 passagers et 4 à 8 membres d'équipage.

## Historique
Initialement conçu pour la pêche, le navire occupe cette fonction après sa construction en 1956 au Royaume-Uni.
Entre 1993 et 1995, il est transformé en trois-mâts goélette pour la plaisance par son nouveau propriétaire Antigua Shilling company, le navire est basé au port de Franeker.
Depuis 2005 il appartient à la société Tallship Company (Pays-Bas) qui organise des croisières dans l'océan arctique. Son nouveau port d'attache est Harligen.

## Navigation
Il a participé à l'Armada du siècle en 1999 à Rouen, à l'Armada 2008.